# Pediobius thoracicus
Pediobius thoracicus är en stekelart som först beskrevs av Leo Zehntner 1898.  Pediobius thoracicus ingår i släktet Pediobius och familjen finglanssteklar. Inga underarter finns listade i Catalogue of Life.